# Schüpfbach
Der Schüpfbach ist ein rund 13 km langer Bach im Main-Tauber-Kreis im Norden von Baden-Württemberg, der bei Unterschüpf vor links und Nordwesten in die Umpfer fließt.

## Name
Das Gewässer wird bereits im Jahr 807 („super fluuium … Sciffa“) erstmals urkundlich erwähnt. Der Name bedeutet „Fluss mit Stützbauten“ (ahd. *Skipfa(ha)).

## Geographie

### Verlauf
Der Schüpfbach entspringt auf etwa 393 m ü. NN im Ahornwald südöstlich von Brehmen und nordöstlich von Buch am Ahorn im Stadtgebiet von Lauda-Königshofen. Nach einem kurzen nordöstlichen Oberlaufstück, auf dem er den Wald verlässt, wendet er sich nach Südosten und zieht durch eine anfangs beidseits von Waldhügeln eingefasste offene Aue nach Südosten. Auf diesem Abschnitt passiert er den Heckfelder See, unterquert die A 81 und wechselt dann ins Stadtgebiet von Boxberg, wo die begleitenden Randhöhen nun oben meist offenliegen. 
Das Dorf Kupprichhausen ist der erste Ort am Schüpfbach, hier wechselt er auf östlichen Lauf. Er durchzieht nun Lengenrieden und Oberschüpf, wo er sich schon nach Südosten wendet. Der Schüpfbach durchfließt zuletzt noch Unterschüpf und mündet am unteren Dorfende von links auf etwa 214 m ü. NN in die untere Umpfer, einen Nebenfluss der Tauber.

### Zuflüsse und Seen

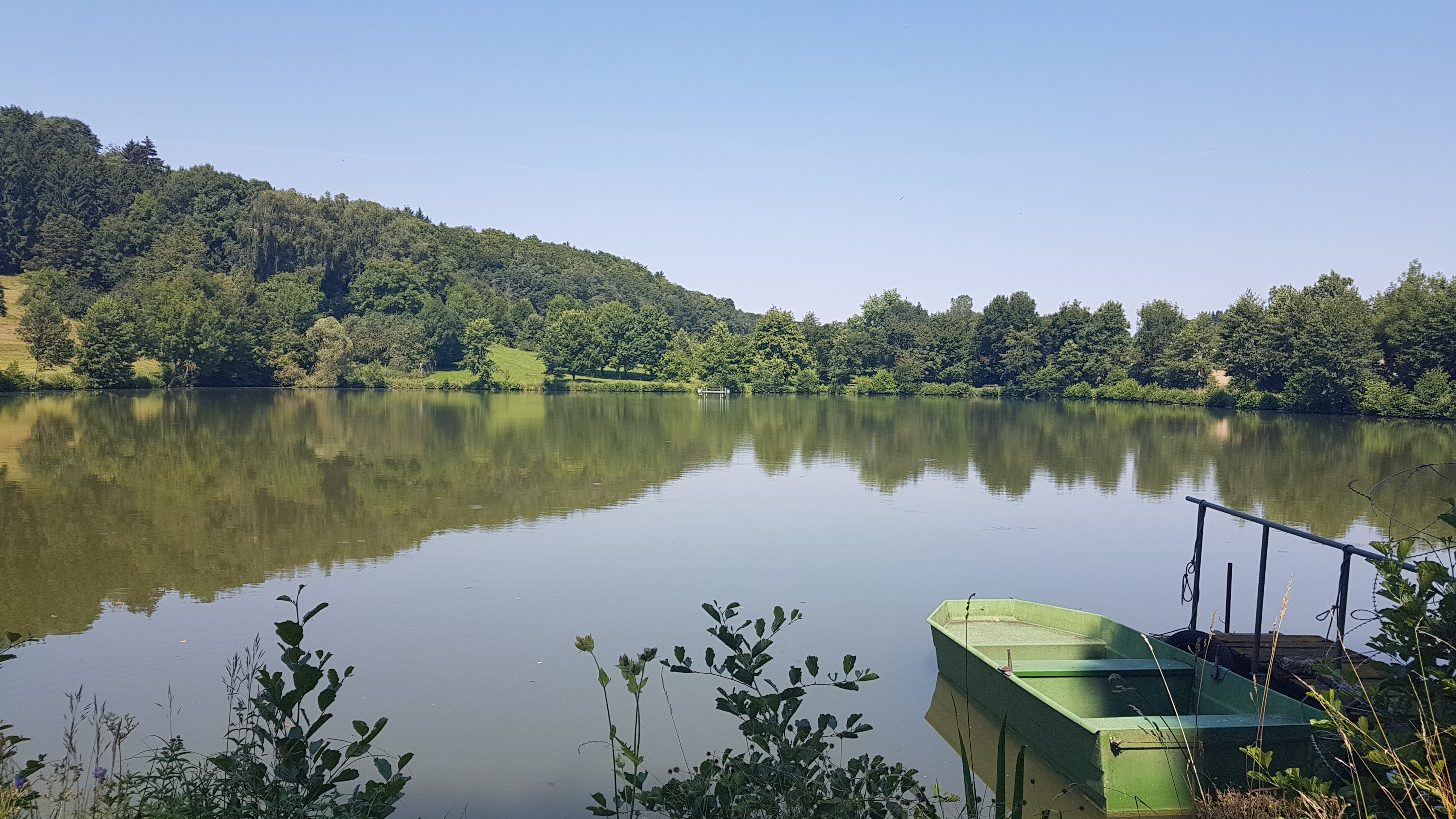
Heckfelder See (2016), der vom Schüpfbach mit Wasser gespeist wird

Liste der Zuflüsse und  Seen von der Quelle zur Mündung. Gewässerlänge, Seefläche, Einzugsgebiet und Höhe nach den entsprechenden Layern auf der Onlinekarte der LUBW. Andere Quellen für die Angaben sind vermerkt.
Quelle des Schüpfbach auf etwa 393 m ü. NN im Wald nordöstlich von Buch am Ahorn eben schon auf dem Stadtgebiet von Lauda-Königshofen. Der Bach fließt anfangs nach Ostnordosten.
- Breitenbrunngraben, von links und Westnordwesten auf etwa 362 m ü. NN wenig nach dem Waldaustritt, ca. 1,0 km[LUBW 2] und ca. 0,7 km².[LUBW 7] Entsteht auf etwa 388 m ü. NN in der Schlinge eines Waldweges.
- (Graben durch den Hofacker), von links und Ostnordosten auf etwa 355 m ü. NN am Messholz, ca. 0,6 km[LUBW 8] und ca. 0,5 km².[LUBW 7] Entsteht auf etwa 372 m ü. NN am Waldrand.
Etwa ab hier fließt der Bach nach Südosten.
- Pfingstbrunnengraben, von rechts und Westsüdwesten auf etwa 347 m ü. NN, ca. 1,7 km[LUBW 7] und ca. 0,7 km².[LUBW 7] Entsteht auf etwa 386 m ü. NN im Wald.

- Passiert und durchfließt auf etwa 335 m ü. NN die zwei Teile des Heckfelder Sees kurz vor der A 81, 0,5 ha und 1,8 ha.
- Lagewiesengraben, von rechts und Westen auf etwa 382 m ü. NN nach der Brücke der K 2835 über den Schüpfbach, ca. 2,7 km[LUBW 2] und 2,8 km². Entsteht auf etwa 319 m ü. NN.
- Pfaffensteiggraben, von links und Nordosten auf etwa 306 m ü. NN, 1,0 km und ca. 0,6 km².[LUBW 7] Entsteht auf etwa 371 m ü. NN.
- (Bach aus dem Kalten Grund), von rechts und Westen auf etwa 300 m ü. NN, 1,6 km und ca. 1,0 km².[LUBW 7] Entsteht auf etwa 370 m ü. NN am Ahornhof.
- Kirchäckergraben, von rechts und Südwesten auf etwa 287 m ü. NN kurz vor Kupprichhausen, 1,4 km und ca. 1,3 km².[LUBW 7] Entsteht auf etwa 365 m ü. NN.
- Klingengärten, von rechts und Südwesten auf etwa 274 m ü. NN in der Ortsmitte von Kupprichhausen, 1,4 km und 1,2 km². Entsteht auf etwa 353 m ü. NN an der K 2838 aus Uiffingen.
- Steiningsgraben, von rechts und Südsüdwesten auf etwa 270 m ü. NN nach den Sportplätzen am unteren Ortsende von Kupprichhausen, 1,1 km und ca. 0,5 km².[LUBW 7] Entsteht auf etwa 365 m ü. NN im Esle.
Ab hier fließt der Schüpfbach nach Osten.
- Heckfelderklingen-Graben, von links und Nordnordwesten auf etwa 253 m ü. NN in Lengenrieden, X0,8X km und ca. 1,0 km².[LUBW 7] Entsteht auf etwa 320 m ü. NN.
- (Bach aus dem Lekelder), von rechts und Südwesten auf etwa 247 m ü. NN, 1,0 km und ca. 0,7 km².[LUBW 7] Entsteht auf etwa 332 m ü. NN.
- (Bach aus dem Wolfertstal), von links und Nordnordwesten auf etwa 245 m ü. NN kurz vor Oberschüpf, 2,1 km und 2,5 km². Entsteht auf etwa 330 m ü. NN südlich von Heckfeld.
- Passiert auf etwa 242 m ü. NN zusammen vier Teiche auf beiden Seiten, zusammen 0,6 ha.
- Abgang des Mühlkanals zur Oberschüpfer Mühle, nach rechts auf etwa 237 m ü. NN.
- (Bach aus dem Nenntal), von links und Westnordwesten auf etwa 232 m ü. NN, 3,2 km und ca. 2,2 km².[LUBW 7] Entsteht auf etwa 360 m ü. NN.
Nach diesem Zufluss fließt der Schüpfbach immer mehr südöstlich.
- Rücklauf des Mühlkanals zur Oberschüpfer Mühle, von rechts auf etwa 231 m ü. NN kurz vor Oberschüpf, 0,8 km.
- Schmertalgraben, von links und Norden auf etwa 230 m ü. NN am Anfang von Oberschüpf, 2,5 km und ca. 2,5 km².[LUBW 7] Entsteht auf etwa 335 m ü. NN.
- Bürgeltergraben, von rechts und Westsüdwesten auf etwa 225 m ü. NN in Oberschüpf, 2,0 km und 1,4 km². Entsteht auf etwa 340 m ü. NN.

Mündung des Schüpfbachs von links und zuletzt Nordwesten auf etwa 214 m ü. NN in Unterschüpf in die untere Umpfer. Der Bach ist 13,2 km lang und hat ein Einzugsgebiet von 29,4 km².

### Flusssysteme
- Liste der Fließgewässer im Flusssystem Umpfer
- Liste der Fließgewässer im Flusssystem Tauber

## Geologie und Naturräume
Das Einzugsgebiet liegt in den Naturräumen Bauland, überwiegend aber Tauberland, die vom Muschelkalk geprägt sind.

## Hochwasser
Am Fronleichnamstag, dem 21. Juni 1984 führte Starkregen zu einer Hochwasserkatastrophe. Kupprichhausen und umliegende Gemeinden waren betroffen. Es entstand ein Schaden in hoher zweistelliger Millionenhöhe.

## Schüpfbachtalbrücke

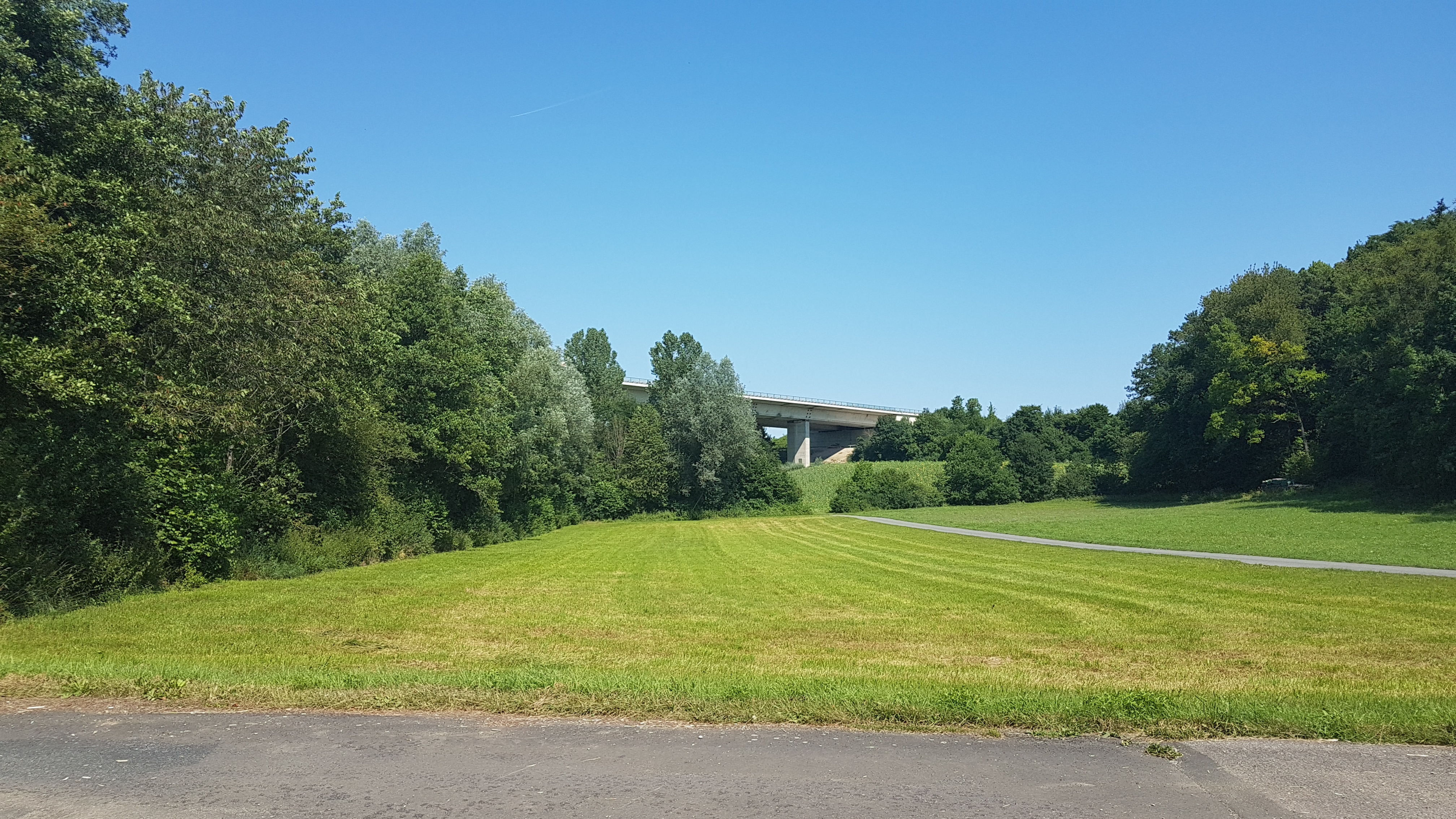
Die Schüpfbachtalbrücke der A 81 beim Heckfelder See; Im Vordergrund der Schüpfbachtalradweg (2017)

Über die 280 Meter lange Schüpfbachtalbrücke überquert die Bundesautobahn A 81 westlich von Heckfeld 27 Meter über Grund das obere Schüpfbachtal kurz nach dem Heckfelder See.

## Schüpfbachtalradweg
Der Schüpfbachtalradweg verläuft entlang großer Teile des Schüpfbachtals vom Heckfelder See über Kupprichhausen, Lengenrieden und Oberschüpf bis Unterschüpf, wo ein Anschluss an die Radwege des Umpfertals besteht.

Ansichten des Schüpfbachtalradwegs
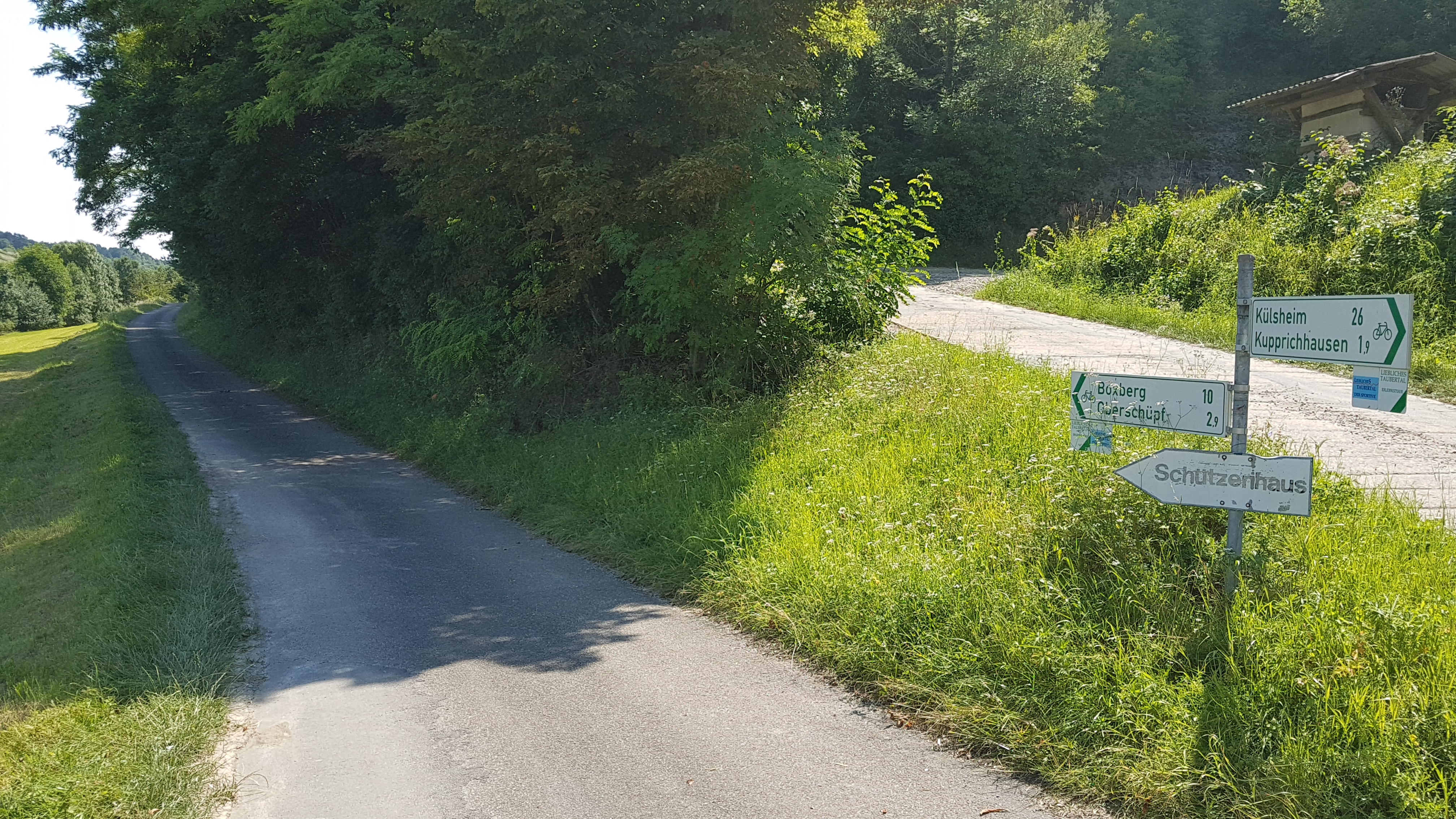
Eine Radwegekreuzung des Schüpfbachtalradweges bei Lengenrieden
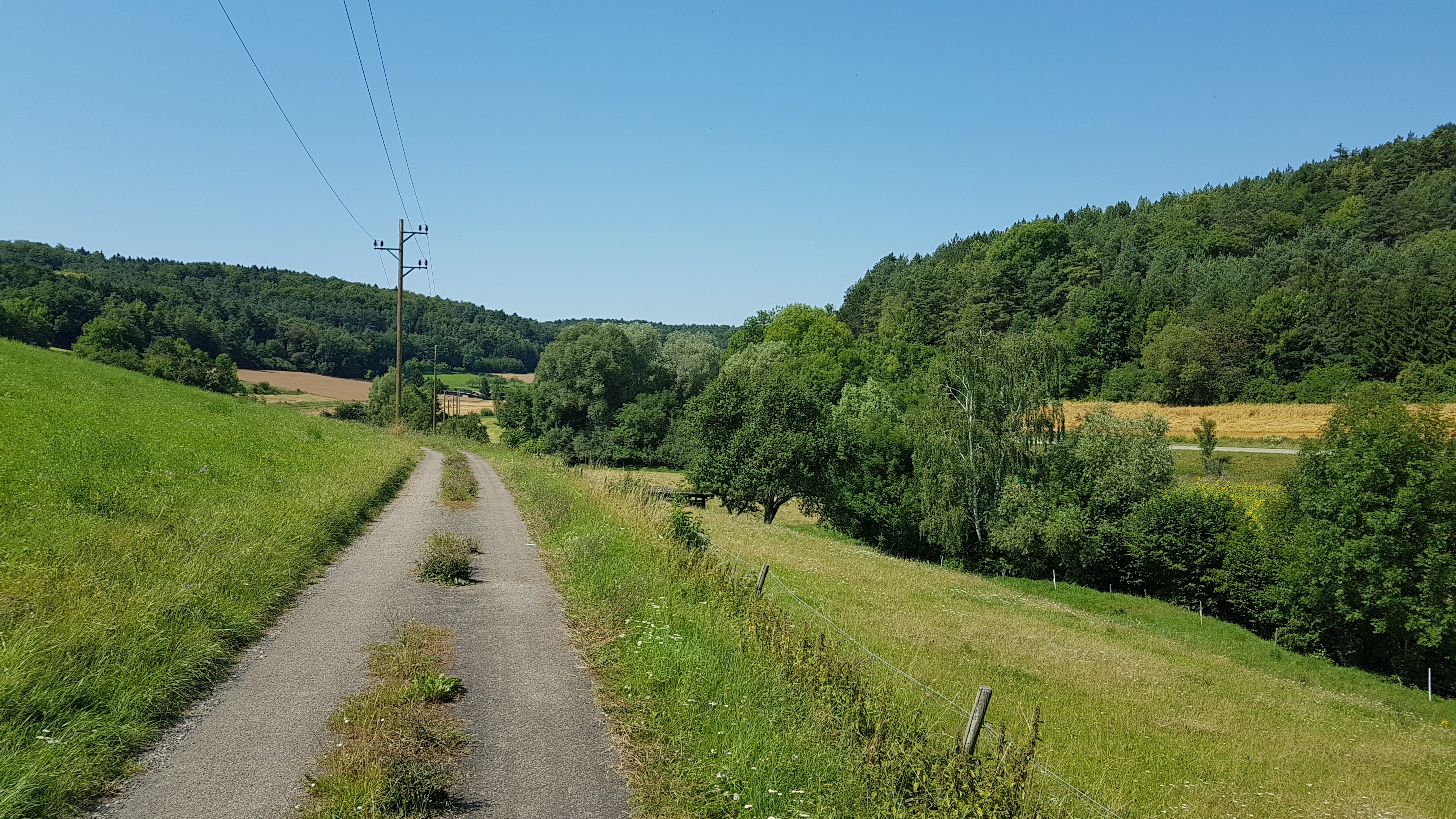
Der Radweg zwischen Lengenrieden und Kupprichhausen
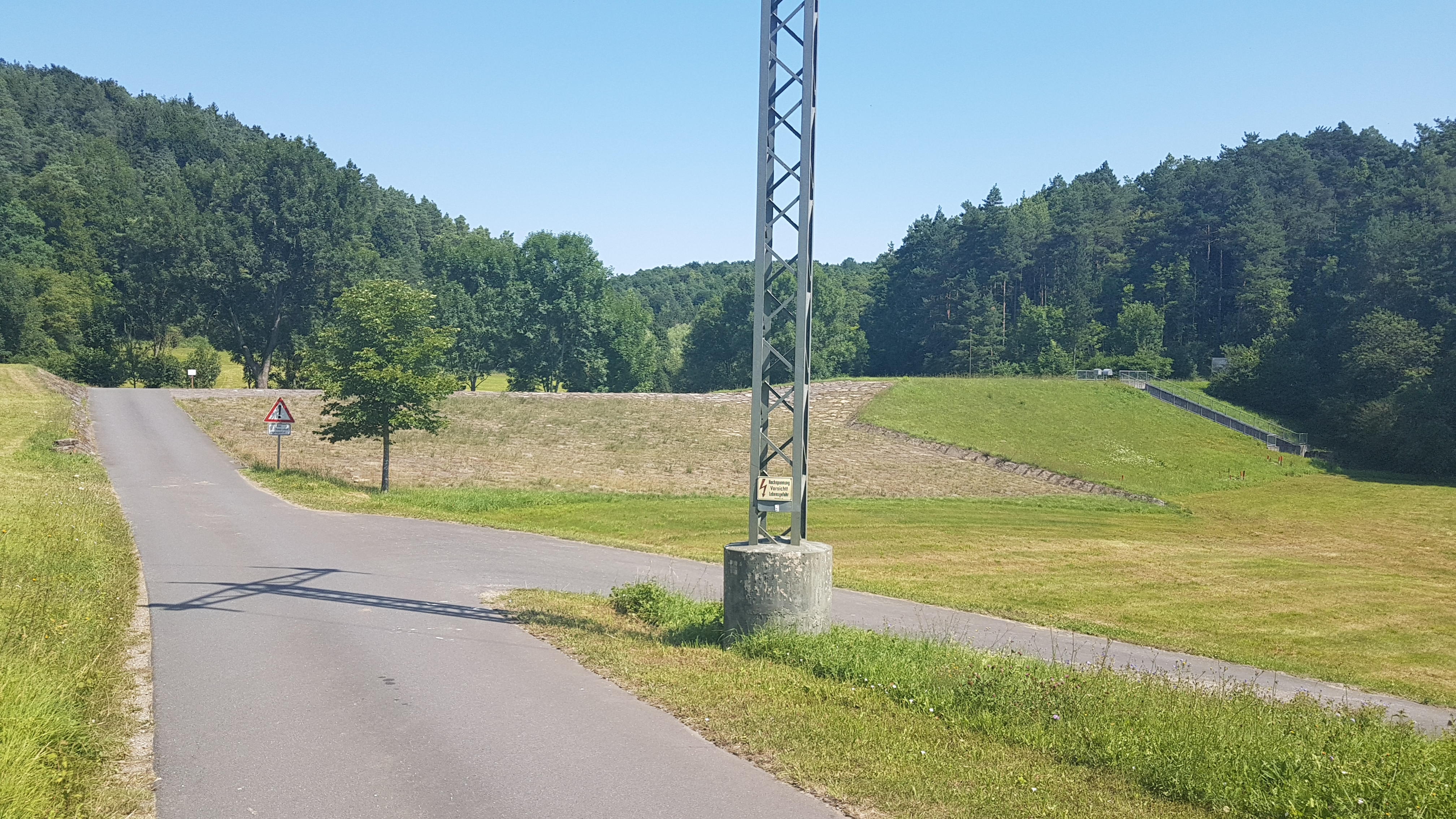
Ein Radwegabschnitt beim Hochwasserrückhaltebecken oberhalb von Kupprichhausen
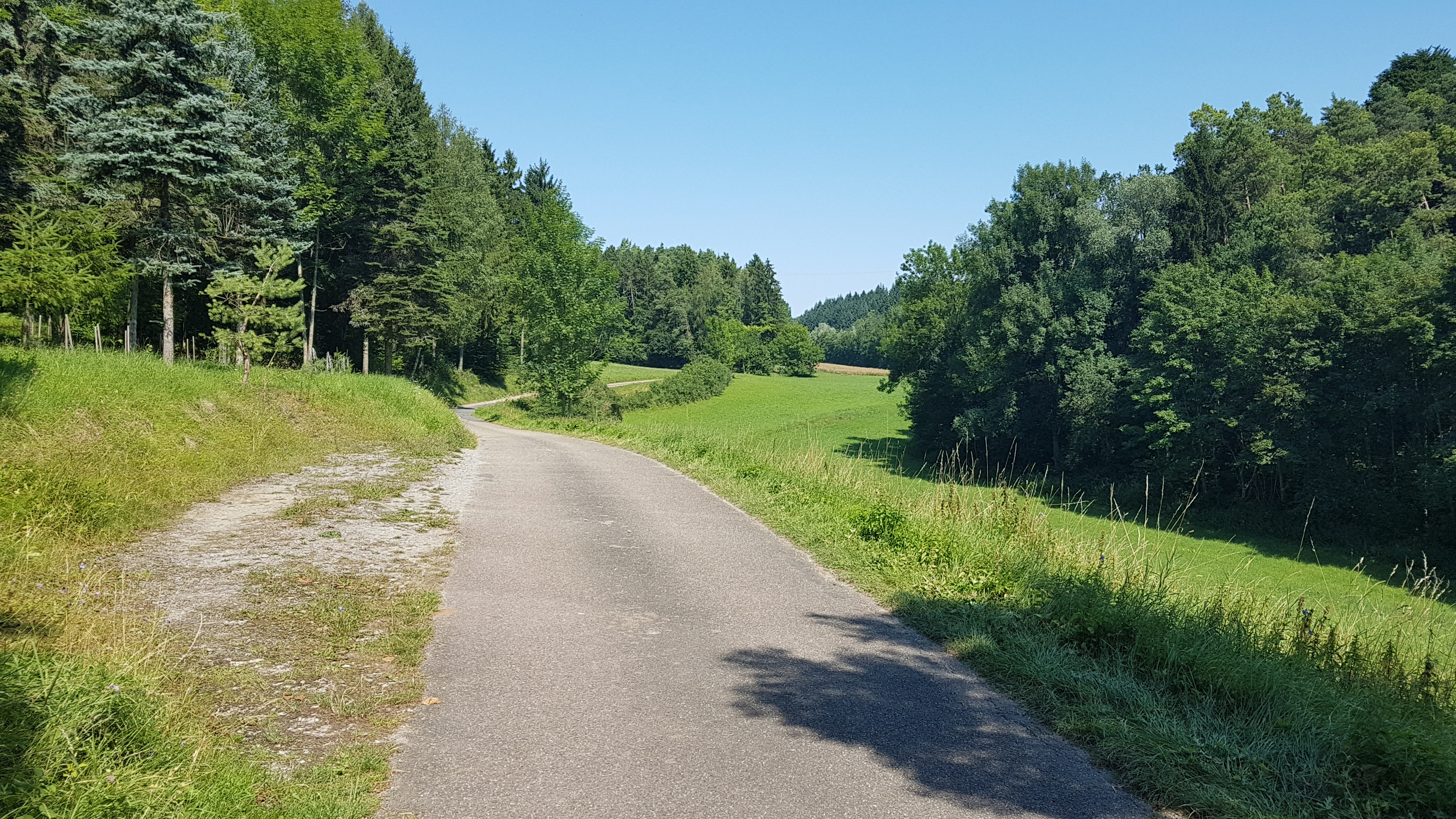
Der Schüpfbachtalradweg zwischen Kupprichhausen und dem Heckfelder See

Der etwa 161 Kilometer lange Radweg Liebliches Taubertal – der Sportive führt auf der dritten Tagesetappe unter anderem über den Schüpfbachtalradweg.

### LUBW
Amtliche Online-Gewässerkarte mit passendem Ausschnitt und den hier benutzten Layern: Lauf und Einzugsgebiet des Schüpfbachs

Allgemeiner Einstieg ohne Voreinstellungen und Layer: Daten- und Kartendienst der Landesanstalt für Umwelt Baden-Württemberg (LUBW) (Hinweise)
1. 1 2 3 4  Höhe nach dem Höhenlinienbild auf dem Hintergrundlayer Topographische Karte.
2. 1 2 3 4  Länge nach dem Layer Gewässernetz (AWGN); ein kurzes Oberlaufstück vor Beginn des dort vermessenen Polynomzugs wurde abgemessen auf dem Hintergrundlayer Topographische Karte.
3. 1 2  Einzugsgebiet nach dem Layer Aggregierte Gebiete 05.
4. ↑  Länge nach dem Layer Gewässernetz (AWGN).
5. ↑  Seefläche nach dem Layer Stehende Gewässer.
6. ↑  Einzugsgebiet nach dem Layer Basiseinzugsgebiet (AWGN).
7. 1 2 3 4 5 6 7 8 9 10 11 12  Einzugsgebiet abgemessen auf dem Hintergrundlayer Topographische Karte.
8. ↑  Länge abgemessen auf dem Hintergrundlayer Topographische Karte.

### Andere Belege
1. ↑  Albrecht Greule: Deutsches Gewässernamenbuch. Walter de Gruyter, Berlin / Boston 2014, ISBN 978-3-11-057891-1, S. 482, „Schüpfbach“ (Auszug in der Google-Buchsuche).
2. ↑  Horst Mernsching, Günter Wagner: Geographische Landesaufnahme: Die naturräumlichen Einheiten auf Blatt 152 Würzburg. Bundesanstalt für Landeskunde, Bad Godesberg 1963. → Online-Karte (PDF; 5,3 MB)
3. ↑  Geologie grob nach: Mapserver des Landesamtes für Geologie, Rohstoffe und Bergbau (LGRB) (Hinweise)
4. ↑  Karl-Gotsch-Brückenlexikon: Brücken der Autobahn A81 Würzburg – Singen. Online auf www.karl-gotsch.de. Abgerufen am 19. März 2017.